# Sadlno (gromada w powiecie radziejowskim)
Sadlno – dawna gromada, czyli najmniejsza jednostka podziału terytorialnego Polskiej Rzeczypospolitej Ludowej w latach 1954–1972.
Gromady, z gromadzkimi radami narodowymi (GRN) jako organami władzy najniższego stopnia na wsi, funkcjonowały od reformy reorganizującej administrację wiejską przeprowadzonej jesienią 1954 do momentu ich zniesienia z dniem 1 stycznia 1973, tym samym wypierając organizację gminną w latach 1954–1972.
Gromadę Sadlno z siedzibą GRN w Sadlnie utworzono – jako jedną z 8759 gromad na obszarze Polski – w powiecie aleksandrowskim w woj. bydgoskim, na mocy uchwały nr 24/1 WRN w Bydgoszczy z dnia 5 października 1954. W skład jednostki weszły obszary dotychczasowych gromad Sadlno, Helenowo i Kazubek ze zniesionej gminy Boguszyce oraz obszary dotychczasowych gromad Słomkowo i Kaźmierowo wraz z miejscowościami Trzciniec wieś i Stefanowo Racięckie wieś z dotychczasowej gromady Racięcin ze zniesionej gminy Ruszkowo w tymże powiecie. Dla gromady ustalono 19 członków gromadzkiej rady narodowej.
1 stycznia 1956 gromada weszła w skład nowo utworzonego powiatu radziejowskiego w tymże województwie.
Gromadę zniesiono 31 grudnia 1961, a jej obszar włączono do nowo utworzonej gromady Wierzbinek (wsie Sadlno, Chlebowo, Zamięcin, Dobra Wola, Straszewo, Biele, Wojciechowo, Logowo, Trzciniec, Helenowo, Złotowo, Katarzynowo i Kazubek) oraz do gromady Przewóz (wieś Kazimierowo) w tymże powiecie.